# کیائوکو، وانگچنگ
کیائوکو، وانگچنگ (به لاتین: Qiaokou) یک شهرک در جمهوری خلق چین است که در بخش وانگچنگ واقع شده‌است. کیائوکو ۴۶٫۲۳ کیلومتر مربع مساحت و ۳۰٬۰۶۸ نفر جمعیت دارد.